# Automobilka Gatter

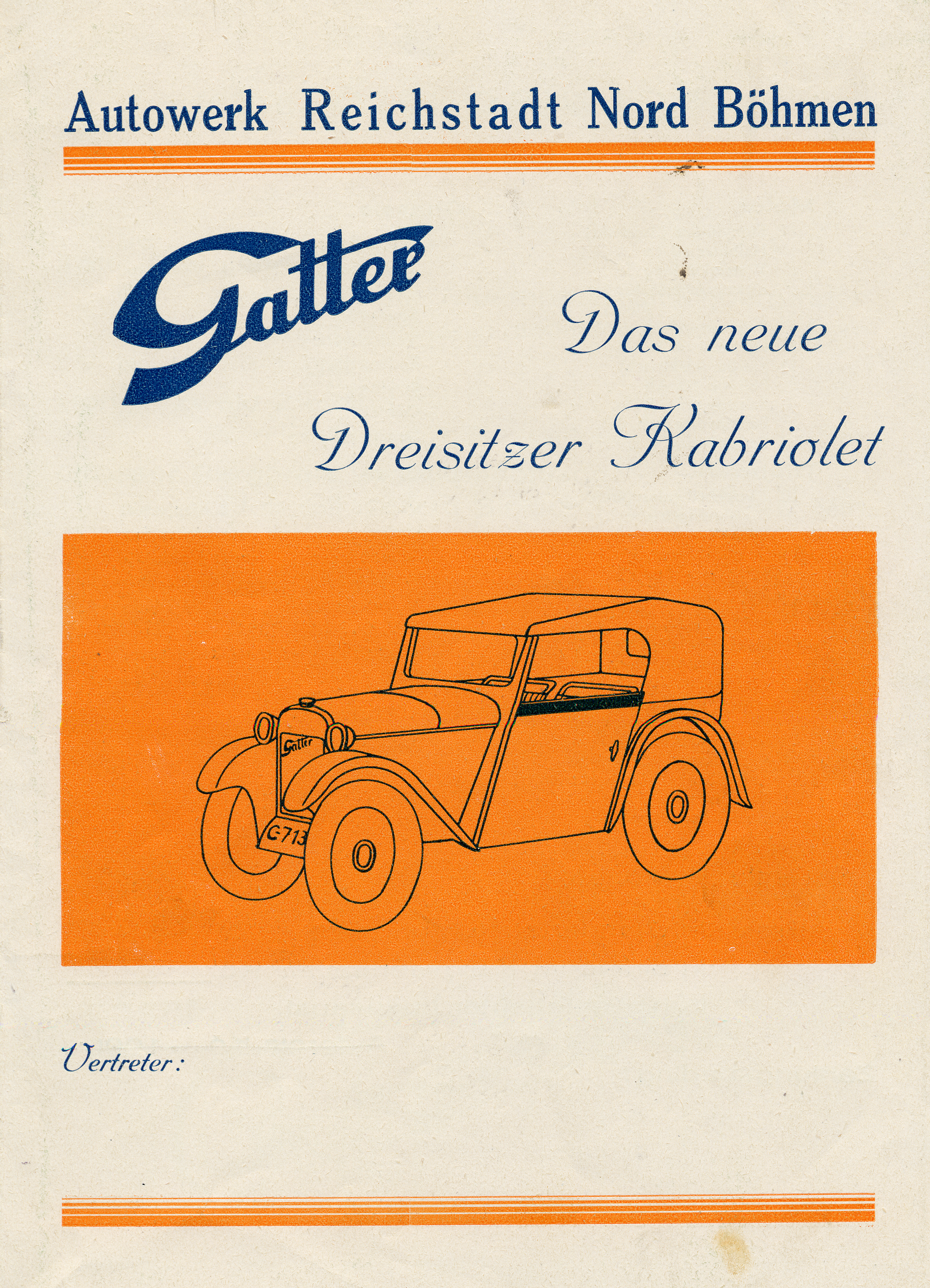
Automobilka Gatter 1932

Automobilka Gatter-Zákupy (německy Autowerk Gatter-Reichstadt) byla malá výrobna automobilů v Zákupech, v níž její vlastník Willibald Gatter v letech 1930 – 1934 vyráběl malé lidové automobily značky Gatter. V roce 1937 automobilka zanikla.

## Založení dílny
Od května 1929 zpracovával konstruktér Ing. Willibald Gatter ve svých rodných Kuřívodech plány na výrobu malého automobilu, malého Gattera. Když je dokončil, rozhodl si je i sám vyrábět.
V listopadu 1929 požádal městskou radu v Zákupech o odkoupení pozemku a stavební parcely č. 1882 a měsíc poté získal u okresního úřadu v České Lípě koncesi na zřízení firmy Willi Gatter – výroba automobilů Zákupy. Až rok poté, 30. září 1930 mu úřad vydal patřičný živnostenský list. Během roku 1930 si postavil z poskytnutého úvěru v Zákupech při silnici a železniční trati do České Lípy dílnu o rozměrech 15 x 20 metrů, kterou vybavil jednoduchým strojním zařízením. Adresa dílny byla: Budova N.C. 126 v Zákupech-Předměstí. Gatter měl v plánu později z kusové výroby přejít na velkosériovou, dílna měla být jen základ větší automobilky.

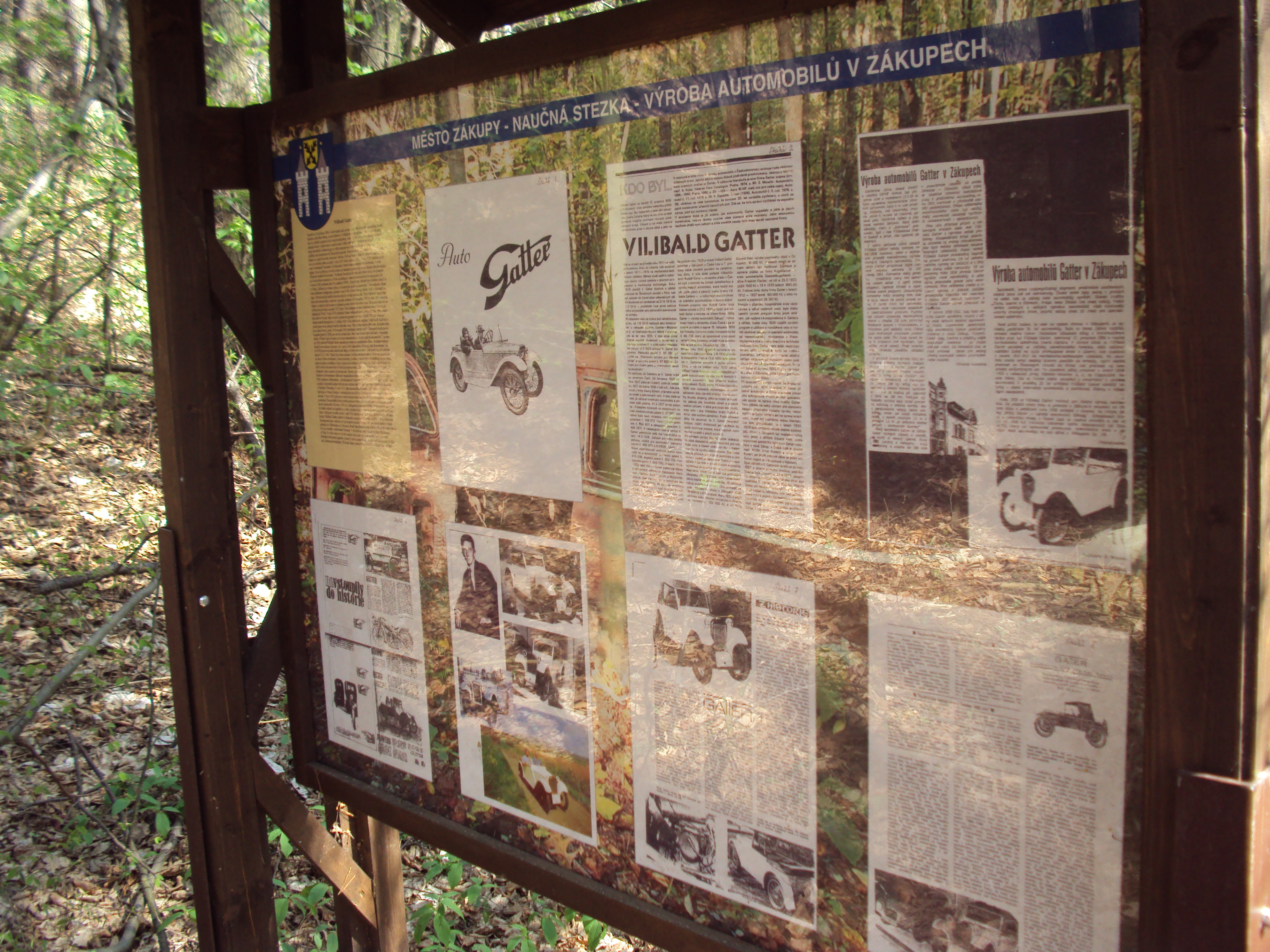
O automobilce na zákupské naučné stezce

## Výroba automobilů
V dílně – automobilce, pracovalo od října 1930 šest mužů – zámečníků, z nichž byli dva Gatterovi bratři, Rudolf a Artur. Nevyráběli motory, ty a některé další komponenty získávali od různých dodavatelů. Pokud se zabývali opravami, pak jen u vozů jejich výroby. Měl v úmyslu vyrobit i 40 automobilových drezin, různé druhy užitkových aut, nic z toho však nerealizoval. 
Soustředil se na výrobu odborníky dobře přijatelného prototypu, který zkonstruoval již roku 1928. Byl to čtyřsedadlový sportovní kabriolet s čtyřválcovým motorem chlazeným vodou. Pro usazení motorů a celé konstrukce využil svou koncepci, se kterou získal celou řadu patentů. Podvozek byl svou konstrukcí (Gatter ji popsal jako dvojité T) podobný vozům Tatra z roku 1923. 
Výrobu Gatter zahájil ve své dílně již roku 1930. Vůz byl zprvu velice lehký, jen 200 kg, až pozdější verze dosáhla hmotnost 340 kg, i tak to bylo daleko méně, než konkurenční auta stejné třídy. Kostra byla jak z plechu, tak ze dřeva, střecha stahovací z textilu. Motory použil různé, dovážel anglické Villiersy, pak si nechal vyrobit motor vlastní konstrukce. Spotřeba dosahovala 6 litrů na 100 km. Automobil ovšem neposkytoval zákazníkům takové pohodlí a úložné prostory, jako jeho konkurenti.
Prodejní cena se lišila podle varianty, byla v rozsahu 12 800 až 15 800 Kč, tedy o mnoho menší, než tehdejší konkurence.

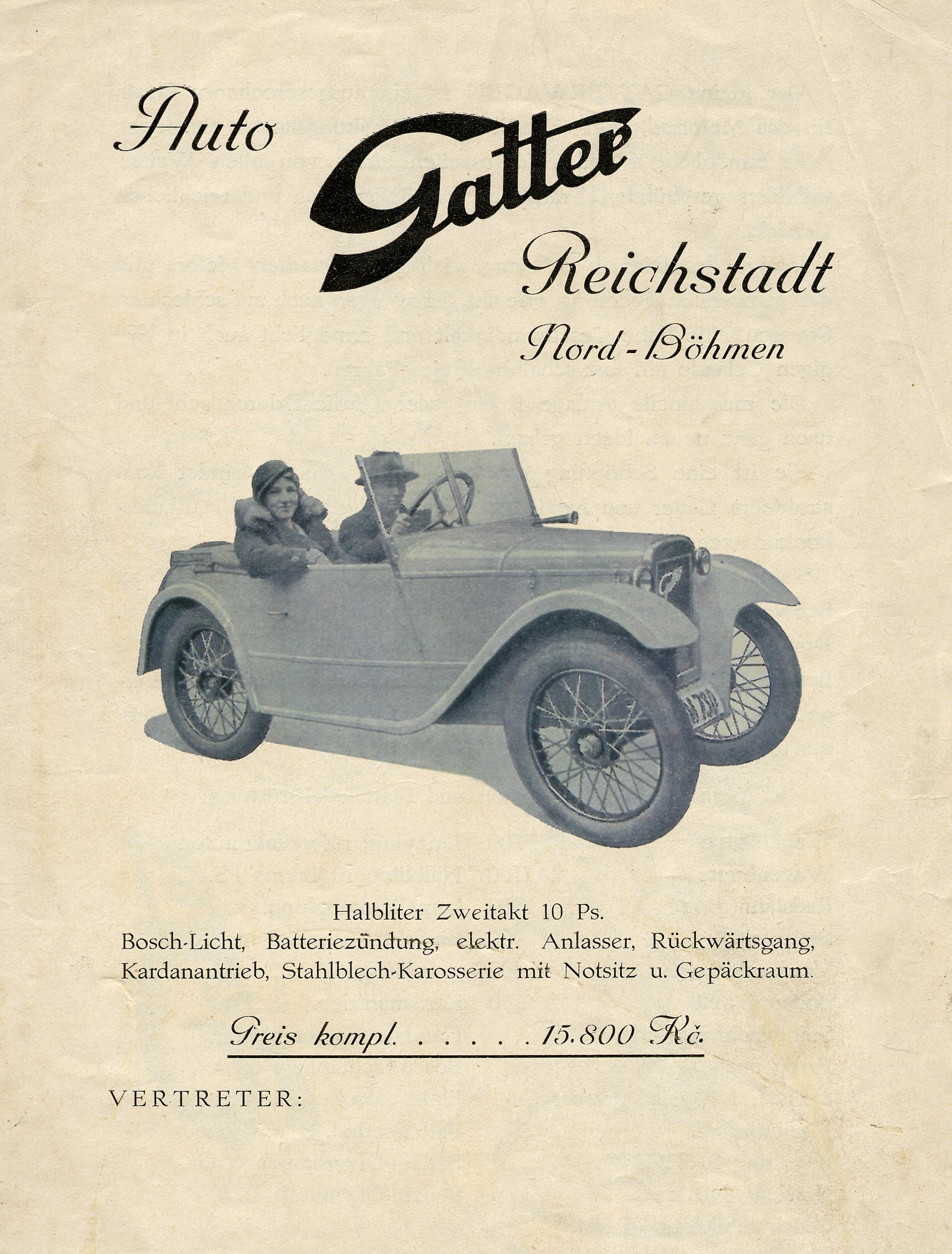
Automobilka Gatter 1934

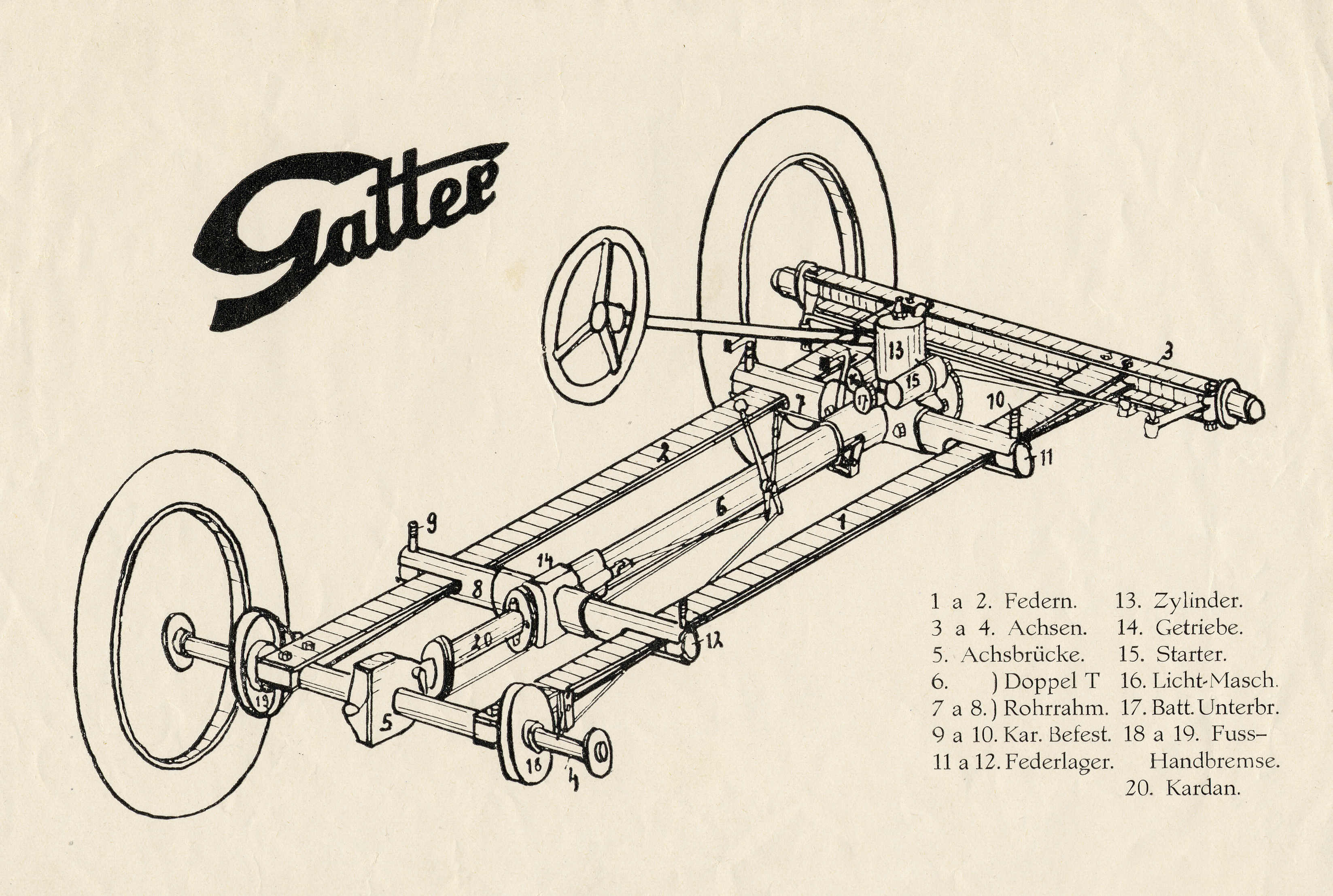
Automobilka Gatter 1934

Není spolehlivě dokázáno, kolik dílna dokázala vyrobit automobilů, z údajů různých časopisů té doby šlo zřejmě do 30 až 50 automobilů (podle jiných údajů všech druhů automobilů až 500 ks), z nichž se zachoval jen jeden. Ostatní vozidla byla začátkem II. světové války rozebrána pro válečný průmysl.

## Propagace
Se svým automobilem Ing Gatter absolvoval řadu motoristických závodů, sledovaných tiskem. Řada závodů byla mezinárodních a zajistily Gatterovi uznání za výkon jeho aut. Získal zlatou medaili na Velké horské ceně Německa, na Hvězdicové jízdě Tatra, na Českých horských závodech, na Cílové jízdě Schwarzealdu i na Jízdě Krkonošemi a Jizerskými horami.
V roce 1931 měl své obchodní zastoupení v Chomutově, České Lípě, Jablonci i Praze.

## Rozmach a zánik
V roce 1931 Gatterovi malá dílna přestala dostačovat a v lednu 1932 získal od města Zákupy (tehdy Reichstadt) sousední stavební parcelu č. 1881, na níž postavil velkou výrobnu pro 25 zaměstnanců. Původní budovu použil jako halu pro údržbu. Začal svá auto vylepšovat, od roku 1932 je vybavoval vlastními motory, odlévanými firmou Julius Winkler ve Varnsdorfu. Od roku 1933 měla auta dveře na obou stranách, některá byla i čtyřdveřová a opatřená více rychlostními stupni. V roce 1933 dosahovaly Gatterovy automobily rychlost 75 km/hod při výkonu 10 HP.
Světová hospodářská krize způsobila váznoucí odbyt vozů a Gatter se postupně zadlužoval. Dlužil městu Zákupy, firmě Held ze Zákup a mnoha různým dodavatelům, celková hodnota dluhů dosáhla 180 000 Kč. V letech 1934 – 1936 musel čelit soudním rozhodnutím vč.návrhu na exekuci majetku a v těchto letech již nevyrobil jediné auto. Nakonec byl kompletní majetek firmy vydražen v roce 1937 za 114 000 Kč a firma tak zanikla. Pozemky a dílnu odkoupil Walter Held, syn zákupského starosty a továrníka a použil je jako sklad. Willibald Gatter se odstěhoval do Německa.

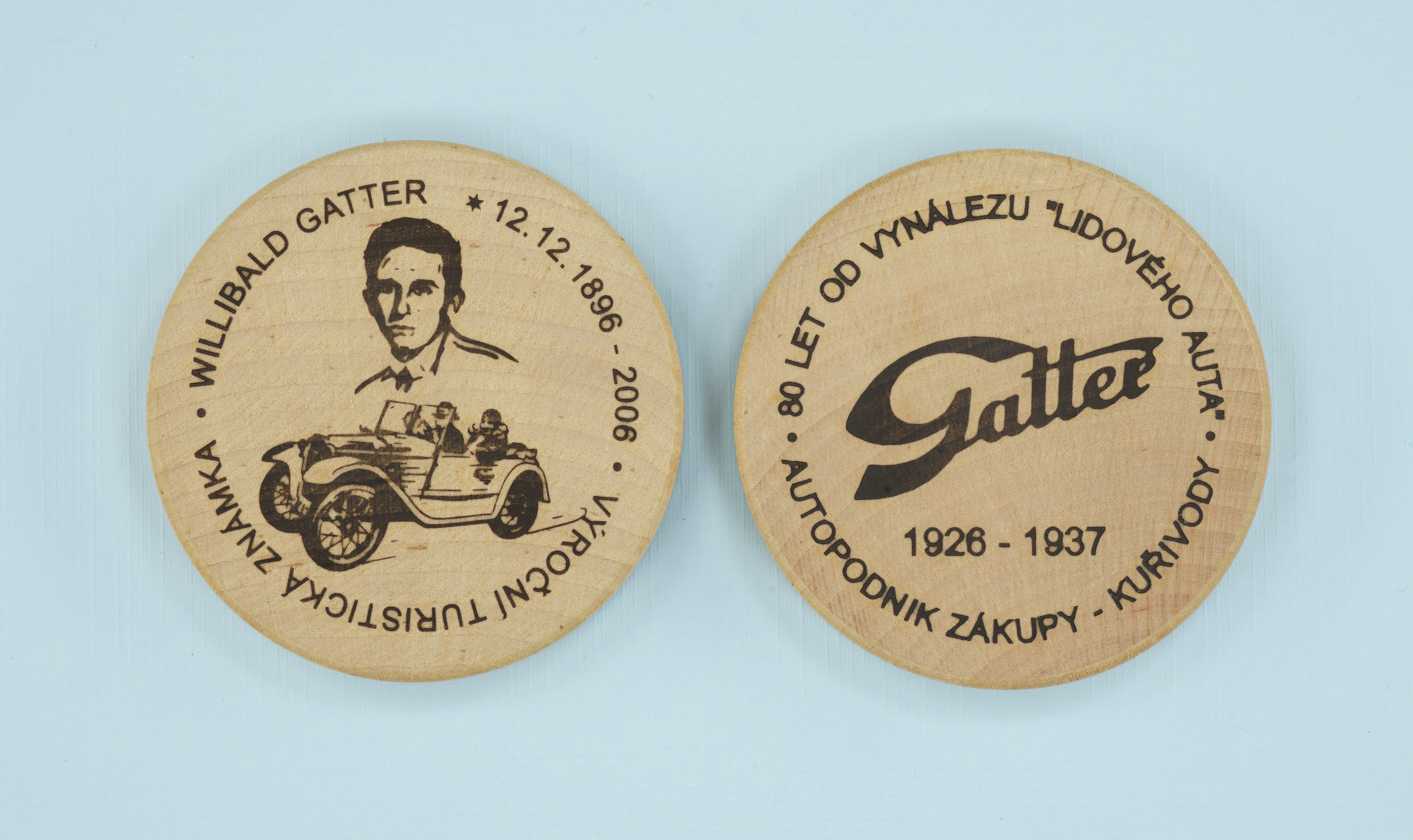
Automobilka Gatter 2006

Z produkce automobilky se zachovalo jen jediné auto, s nímž jeho majitel Jiří Beran z Českého Dubu navštěvuje výstavy veteránů. Na přelomu srpna a září 2013 auto mohli zhlédnout návštěvníci výstavy v Liberci.V září 2015 pak na nádvoří zámku v Zákupech.